# Commodore Records
Commodore Records was een onafhankelijk jazz-label in Amerika, dat vele jazz- en swingplaten uitbracht. 
Het label werd in 1938 opgericht door Milt Gabler, eigenaar van de Commodore Music Shop in Manhattan, een verzamelplaats voor jazzliefhebbers uit New York en omgeving. Het label bracht vooral dixielandplaten uit, maar ook andere jazzmusici verschenen op het label. Gabler kocht tevens de rechten op van platen die niet meer leverbaar waren en bracht ze opnieuw uit. Artiesten op het label waren onder meer Jelly Roll Morton, Coleman Hawkins, Fats Waller, Lester Young, Eddie Condon, Bud Freeman en Billie Holiday. Commodore was een van de eerste platenlabels die de bezetting van de groepen op het label vermeldde.
Na de Tweede Wereldoorlog werkte Gabler voor Decca en voor zijn eigen label kreeg hij steeds minder tijd. In de jaren vijftig nam zijn schoonzoon de leiding van Commodore en de platenzaak over. In 1957 verschenen de laatste platen op Commodore Records. Decca bracht later muziek uit de Commodore-catalog opnieuw uit. De complete opnames van Commodore verschenen tevens op Mosaic Records, 66 platen in totaal.